# (529) Preziosa
(529) Preziosa ist ein Asteroid des Hauptgürtels, der am 20. März 1904 vom deutschen Astronomen Max Wolf in Heidelberg entdeckt wurde.
Der Asteroid ist nach der Titelfigur von Pius Alexander Wolffs Schauspiel Preciosa benannt, zu der Carl Maria von Weber seine Schauspielmusik schrieb.